# Johann Heinrich Loewe
Johann Heinrich Loewe oder Löwe (auch Heinrich Löwe oder Jan Jindřich Löwe; * 8. Dezember 1808 in Prag; † 15. Januar 1892 ebenda) war ein böhmischer Philosoph und Hochschullehrer.

## Leben
Loewe absolvierte das Gymnasium sowie die philosophischen Kurse in Prag, bevor er sich dem Studium der Rechtswissenschaft an der Universität Wien widmete. Zunächst schlug er die juristische Laufbahn ein und wurde Praktikant am Kriminalgericht Wien. Allerdings wurde er durch Johann Emanuel Veith und Anton Günther zum Studium der Philosophie bewegt, an dessen Ende an der Wiener Universität die Promotion zum Dr. phil. stand. 
Loewe wurde 1838 als Schüler Günthers durch den Salzburger Erzbischof Friedrich zu Schwarzenberg als Supplement der Philosophie an das Lyzeum Salzburg bestellt und kurz darauf, 1839, auf eine außerordentliche Professur, dann auf eine ordentliche Professur berufen. Damit verbunden war die Lehre am Salzburger Priesterseminar. Er war im Studienjahr 1844/1845 Dekan der philosophischen Fakultät sowie im Jahr 1850 Rektor der Hochschule. Außerdem engagierte er sich 1842 um die Errichtung eines Mozart-Denkmals in Salzburg. Um 1848 gab er die Constitutionelle Salzburger Zeitung heraus.
Loewe wurde abermals durch Vermittlung von Kardinal Schwarzenberg 1851 außerordentlicher Professor der Philosophie an der Karls-Universität Prag. 1858 erfolgte dort die Beförderung zum ordentlichen Professor, ab 1861 war er Dekan des Doktoren-, ab 1863 Dekan des Professorenkollegiums der Philosophischen Fakultät. Außerdem hatte er 1863/1864 das Amt des Rektors der Universität inne. Auch in seiner Prager Zeit engagierte er sich politisch, so setzte er sich unter anderem dafür ein, dass an den Gymnasien Tschechisch und Deutsch zu Pflichtfächern erhoben werden.
Loewe wurde 1854 zum außerordentlichen, 1859 zum ordentlichen Mitglied der Königlich böhmischen Gesellschaft der Wissenschaften ernannt.

## Werke (Auswahl)
- Ueber den Begriff der Logik und ihrer Stellung zu den anderen philosophischen Disciplinen, Braumüller, Wien 1849.
- Das speculative System des René Descartes, seine Vorzüge und Mängel, Braumüller, Wien  1855.
- Die Philosophie Fichte’s nach dem Gesammtergebnisse ihrer Entwickelung, Stuttgart 1862.
- Ueber den Unterricht in der philosophischen Propädeutik am Gymnasium. Zugleich eine theilweise Beleuchtung der hierüber in dem Organisations-Entwurfe für die österreichischen Gymnasien enthaltenen Instructionen, Steinhauser, Prag 1864.
- Lehrbuch der Logik, Braumüller, Wien  1881.
- Die spekulative Idee der Freiheit, ihre Widersacher, ihre praktische Verwertung, Řivnáč, Prag 1890.